# Fritz Günther von Tschirschky
Fritz Günther von Tschirschky und Bögendorff, né le 4 juillet 1900 au château de Kobelau/Kobyla Glowa (Pologne) et mort le 9 octobre 1980 à Munich, est un homme politique et diplomate allemand et l'une des figures importantes de l'opposition conservatrice au nazisme.

## Biographie
Fritz Günther von Tschirschky est issu de la famille von Tschirschky. Il est le fils de Gunther von Tschirschky (1860-1914), propriétaire terrain et de la comtesse von Limburg Stirum. Ses deux frères aînés, Bernhard et Mortimer décèderont tous les deux pendant la guerre de 1914-1918.
En 1921, il se mariera avec Maria Elisabeth von Löbbecke. Ils s'installeront dans le château de Költschen en Silésie, propriété familiale. Ils auront quatre enfants dont deux fils et deux filles.
En 1934, proche collaborateur de Franz von Papen, il est arrêté lors de la Nuit des Longs Couteaux et détenu quelques jours au camp de concentration de Lichtenburg. Il doit sa libération à son oncle, le comte Johan-Paul van Limburg Stirum, ambassadeur des Pays-Bas à Berlin et à l'intervention de Franz von Papen.
Il quitte l'Allemagne en 1935 pour se réfugier à Londres, puis à Paris.
Après avoir témoigné au Procès de Nuremberg, pour la défense de Papen, il regagne l'Allemagne en 1952. Il y travaille notamment au service du protocole du ministère des Affaires étrangères, où il prépare la visite de Konrad Adenauer à Moscou.
Il décède en 1980 à Munich.

## Propriétés

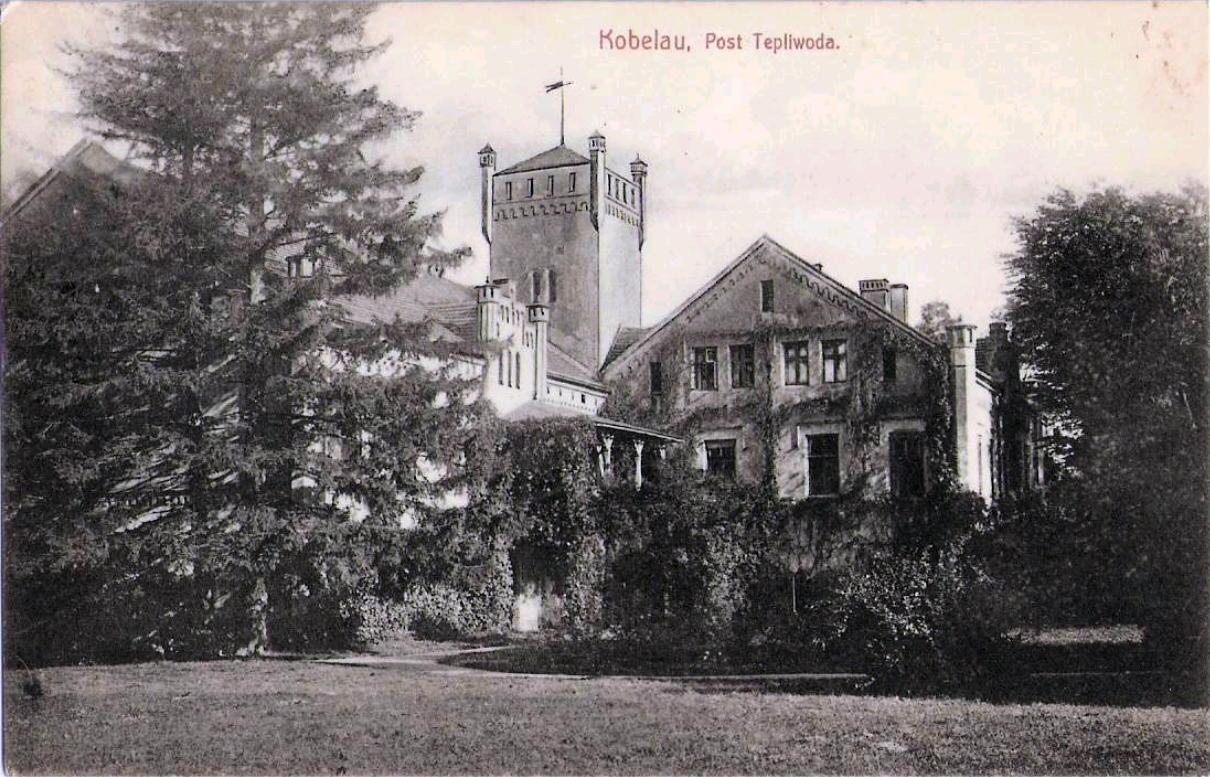
Château de Kobelau/Kobyla Glowa en 1914. Acquisition des Tschirschky au XVIIe siècle. Ce château était en ruines en 2012. La mère de Fritz Günther, Johanna Amalie von Limburg Stirum est décédée dans ce lieu le 1er mars 1944
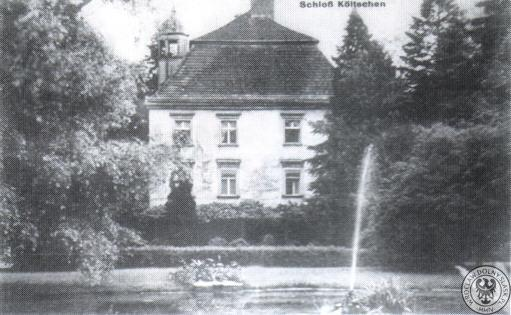
1940 Château de Költschen, comté de Reichenbach, où la famille s'installe en 1921.